# بليكسة فياتية
بليكسة فياتية[بحاجة لمصدر] (الاسم العلمي:Blyxa vietii) هي نوع من النباتات يتبع جنس البليكسة من الفصيلة الحب المائية[إخفاق التحقق].